# Cicârlău
Cicârlău è un comune della Romania di 4 025 abitanti, ubicato nel distretto di Maramureș, nella regione storica della Transilvania. 
Il comune è formato dall'unione di 4 villaggi: Bârgău, Cicârlău, Ilba, Handalu Ilbei.